# District de Chikan
Pour les articles homonymes, voir Chikan.
Le district de Chikan (赤坎区 ; pinyin : Chìkǎn Qū) est une subdivision administrative de la province du Guangdong en Chine. Il est placé sous la juridiction de la ville-préfecture de Zhanjiang.